# Abdelouaheb Ferguène
Abdelouaheb Ferguène (* 18. November 1958 in Akbou, Provinz Bejaia) ist ein ehemaliger algerischer Geher.
Im 20-km-Gehen siegte er bei den Leichtathletik-Afrikameisterschaften 1984 in Rabat und 1985 in Kairo und gewann 1988 in Annaba, 1989 in Lagos und 1990 in Kairo Silber.
Über dieselbe Distanz belegte er bei den Leichtathletik-Weltmeisterschaften 1983 in Helsinki Platz 35, bei den Olympischen Spielen 1984 Platz 26, bei den Weltmeisterschaften 1987 in Rom Platz 35 und bei den Olympischen Spielen 1988 in Seoul Platz 32. 1991 holte er Silber bei den Afrikaspielen in Kairo, und 1993 kam er bei den Weltmeisterschaften in Stuttgart auf den 34. Rang.

## Persönliche Bestzeiten
- 20 km Gehen: 1:22:52 h, 23. August 1992, Hildesheim
- 50.000 m Gehen: 4:21:44,5 h, 25. März 1984, Toulouse (Afrikarekord)